# World War I Victory Medal (États-Unis)
La World War I Victory Medal (en français : médaille de victoire) de la Première Guerre mondiale est une médaille de service de l'armée des États-Unis conçu par James Earle Fraser, de New York, sous la direction de la Commission des beaux-arts.
En mars 1919, un comité interallié a recommandé l'attribution d'une médaille de service commune aux alliés. Chaque nation alliée a conçu une "médaille de la Victoire" destinée à être décernée à son personnel militaire, toutes les éditions ayant certaines caractéristiques communes, notamment une figure ailée de la victoire à l'avers et le même ruban.
Non seulement les États-Unis ont créé une médaille de la Victoire de la Première Guerre mondiale, mais un grand nombre de nations alliées et associées impliquées dans le conflit contre la Double Alliance entre l'Autriche et l'Allemagne ont fait de même. La proposition d'une telle récompense commune a été faite pour la première fois par le maréchal français Ferdinand Foch, commandant suprême des forces alliées pendant la Première Guerre mondiale. Chaque médaille de la Victoire en bronze a le même diamètre (36 mm) et le même ruban (double arc-en-ciel), mais avec un motif national représentant une victoire ailée, à l'exception du Japon et du Siam, où le concept de victoire ailée n'était pas pertinent d'un point de vue culturel.
La Victory Medal est le modèle américain de la médaille interalliée 1914-1918 dite de la Victoire, "commune" à tous les pays alliés de la Première guerre mondiale. Le principe de cette médaille a été adopté par tous les Alliés (Belgique, Brésil, Cuba, Tchécoslovaquie, France, Grèce, Italie, Japon, Portugal, Roumanie, Siam (Thaïlande), Afrique du Sud, États-Unis) en mars 1919.
La médaille de la Victoire devait à l'origine être créée par une loi du Congrès. Le projet de loi autorisant la médaille n'a cependant jamais été adopté, laissant ainsi aux départements militaires le soin de l'établir par le biais d'ordonnances générales. Le ministère de la Guerre a publié des ordres en avril 1919, et la Navy en juin de la même année.

## Critères
La décoration commémore le service militaire accompli durant la Première Guerre mondiale et est attribuée à tout membre de l'armée des États-Unis,
- En Europe du 6 avril 1917 au 11 novembre 1918.
- En Russie du 12 novembre 1918 au 5 août 1919.
- En Sibérie du 23 novembre 1918 au 1er avril 1920[4].

## Motif
Le recto de la médaille de bronze représente une Victoire ailée tenant un bouclier et une épée sur le devant. Le revers de la médaille de bronze porte l'inscription " The Great War For Civilization " (La Grande Guerre pour la civilisation) en lettres majuscules, courbée le long de la partie supérieure de la médaille. Le bas du revers de la médaille est orné de six étoiles, trois de part et d'autre de la colonne centrale composée de sept bâtons entourés d'une corde. Le sommet du bâton est surmonté d'une boule ronde et est ailé sur le côté. Le bâton est surmonté d'un écu sur lequel est inscrit "U" sur le côté gauche du bâton et "S" sur le côté droit du bâton. Sur le côté gauche de la hampe figure un pays allié de la Première Guerre mondiale par ligne : France, Italy, Serbia, Japan, Montenegro, Russia et Greece. Sur le côté droit de la portée, les noms des pays alliés se lisent comme suit : Great Britain, Belgium, Brazil, Portugal, Rumania (orthographiée avec un U au lieu d'un O comme c'est le cas actuellement) et China.

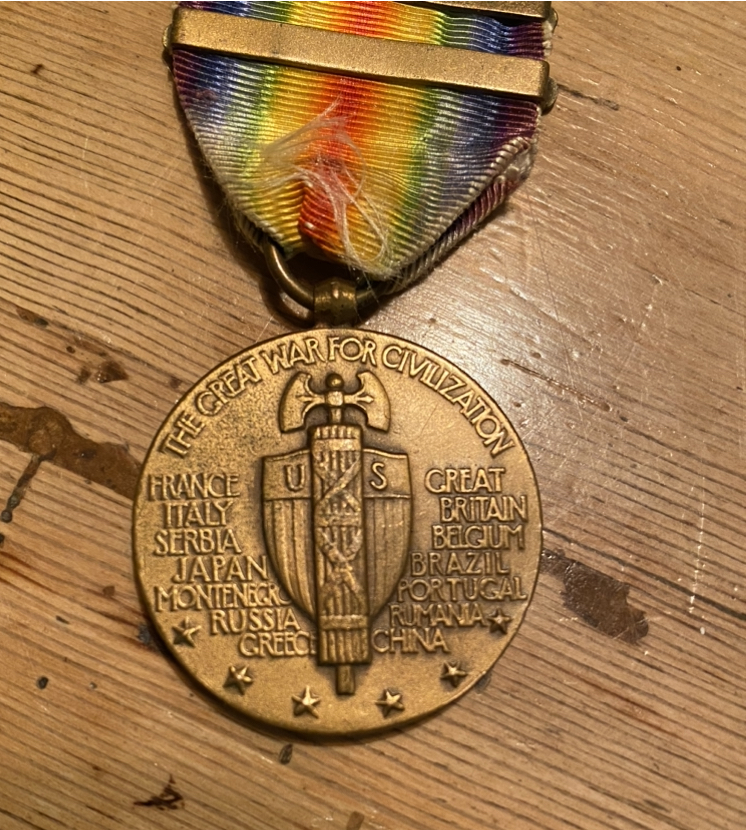
Revers de la médaille

## Dispositifs
La médaille de la Victoire de la Première Guerre mondiale a été dotée d'une grande variété d'insignes pour souligner la participation à des batailles et à des campagnes. Par ordre d'ancienneté, les insignes autorisés pour la Médaille de la Victoire de la Première Guerre mondiale sont les suivants :

### Étoile de citation
La Citation Star de la Médaille de la Victoire de la Première Guerre mondiale a été autorisée par le Congrès des États-Unis le 4 février 1919. le port d'une étoile en argent de 3⁄16 pouces sur le ruban de la Médaille de la Victoire pour tout membre de l'armée de terre américaine (US Army) qui avait été cité pour bravoure au combat entre 1917 et 1920. En 1932, la Citation Star ("Silver Star") a été redessinée et rebaptisée Silver Star Medal. Sur demande au département de la guerre des États-Unis, tout détenteur de la Citation Silver Star pouvait la faire convertir en Silver Star.

### Étoile de l'US Navy
L'attribution de la Navy Commendation Star à la Victory Medal de la Première Guerre mondiale a été autorisée à toute personne ayant été félicitée par le secrétaire de la marine pour ses performances au cours de la Première Guerre mondiale. Une étoile argentée de 3⁄16 pouces était portée sur la Médaille de la Victoire de la Première Guerre mondiale, identique en apparence à la Citation Star de l'US Army. Toutefois, contrairement à la version de l'US Army, la Navy Commendation Star ne pouvait pas être transformée en Silver Star,.

### Agrafes de combat de l'US Army
Les agrafes de combat (Battle Clasp) de l'armée de terre américaine (US Army) suivantes, portant le nom de la bataille, étaient portées sur la médaille pour indiquer la participation à des conflits terrestres majeurs.

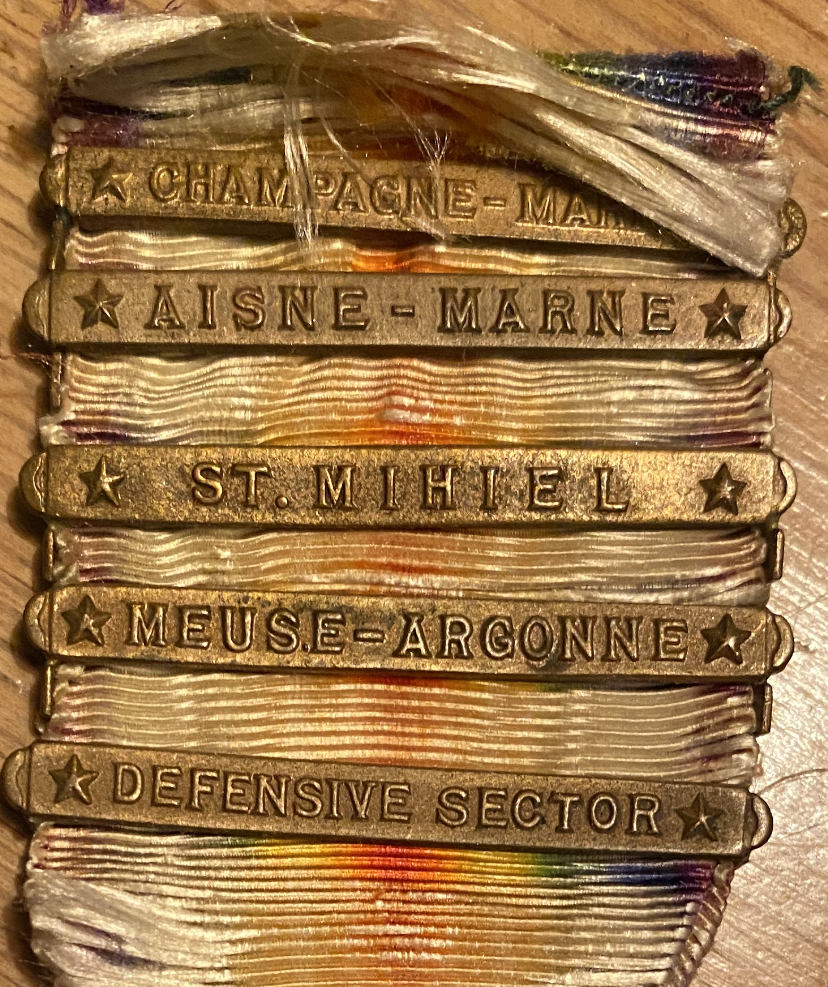
Quatre des treize conflits terrestres majeurs

Pour le service de défense générale, sans bataille spécifique, l'agrafe de combat "secteur défensif" ("Defensive Sector" Battle Clasp ) est autorisée. L'agrafe est également décernée pour toute bataille qui n'est pas déjà reconnue par sa propre agrafe.
La médaille de la Victoire de la Première Guerre mondiale porte en travers du ruban les agrafes des batailles auxquelles l'armée américaine a participé. Toutes les batailles ne figurent pas sur les agrafes à barrettes. Seules les batailles désignées comme des batailles pour lesquelles des barrettes ont été émises figurent sur la médaille. La célèbre Bataille de Château-Thierry, qui consistait à tenir le château et le pont dans le cadre d'un effort conjoint de l'armée américaine et des marines américains contre les mitrailleurs allemands, ne s'est pas vue attribuer d'agrafes.
En tant que commandant des Forces expéditionnaires américaines, le général John J. Pershing a reçu les 14 agrafes. Sa médaille se trouve au National Museum of American History (Musée national d'histoire américaine).

### Agrafes de combat de l'US Navy
Les agrafes de combat de la marine américaine (US Navy) étaient délivrées pour le service naval à l'appui des opérations de l'US Army et portaient des noms identiques à ceux des agrafes de combat de l'US Army. Les dates des critères d'attribution des agrafes de combat de la marine varient légèrement, comme indiqué ci-dessous.
L'agrafe de secteur défensif (Defensive Sector Clasp) a également été autorisée pour le personnel de l'US Navy qui avait participé à des combats navals mais qui n'était pas autorisé à porter une agrafe de combat particulière.

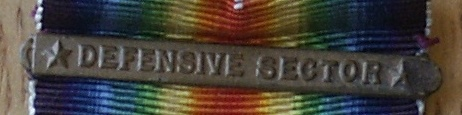
Agraphe "secteur défensif" sur le ruban

### Agrafes opérationnelles de l'US Navy
Pour les missions de guerre en mer, l'US Navy a émis les agrafes opérationnelles suivantes, qui étaient portées sur la Médaille de la Victoire de la Première Guerre mondiale et sur lesquelles était inscrit le nom du type de mission effectuée. Les agrafes destinées au personnel de l'US Navy et du Corps des Marines sont des barres rectangulaires en bronze avec une bordure de corde stylisée, mesurant 1/4 x 1 1/2 pouces (6,35 x 38,1 mm).
Contrairement à l'US Army, l'US Navy n'autorisait qu'une seule agrafe, quel qu'en soit le type, à porter sur le ruban. Les membres du corps de la marine ou du corps médical qui ont servi en France mais n'avaient pas droit à une agrafe de combat recevaient une Maltese cross en bronze sur leur ruban.

### Agrafes de service de l'US Army
Pour le service non combattant dans l'US Army au cours de la Première Guerre mondiale, les agrafes de service suivantes ont été autorisées à être portées avec la Médaille de la Victoire de la Première Guerre mondiale. Chaque agrafe de service portait le nom du pays ou de la région où le service de soutien avait été effectué. L'US Army a émis les agrafes de service suivantes :

### Agrafes de service de l'US Navy
L'US Navy a délivré des agrafes de service similaires à l'US Army pour le service dans les régions suivantes pendant les périodes suivantes :

### Étoiles de campagne

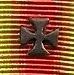
Dispositif de la Croix de Malte

Étant donné que les agrafes de combat et de service ne pouvaient être portées que sur la Médaille de la Victoire de la Première Guerre mondiale grandeur nature, le port des étoiles de service en bronze de 3/16 de pouce a été autorisé sur le ruban de la récompense. C'était la méthode la plus courante pour afficher les campagnes et les batailles lorsque la Médaille de la Victoire de la Première Guerre mondiale était portée comme ruban sur un uniforme militaire.

### Maltese Cross
Les médailles décernées aux Marines américains comportaient une croix de Malte (Maltese Cross) fixée au ruban.

## Bouton de revers
Le bouton de la Victoire de la Première Guerre mondiale (World War I Victory Button - connu avant la création de la Médaille de la Victoire de la Seconde Guerre mondiale sous le simple nom de bouton de la Victoire (Victory Button)) était un bouton de revers conçu pour être porté sur des vêtements civils et consistant en une étoile à cinq branches de 5/8 de pouce (15,875 mm) de diamètre sur une couronne avec les lettres " U.S. " au centre. Pour les personnes blessées au combat, le bouton était en argent ; pour tous les autres, il était en bronze. Le bouton de la Victoire a été conçu par le sculpteur Adolph Alexander Weinman de New York, sous la supervision de la Commission des beaux-arts.
Le bouton de la Victoire de la Première Guerre mondiale sur une étroite bande circulaire d'émail bleu, contenant les mots " American Legion " en lettres d'or, constitue l'élément central de l'emblème de la "Légion américaine". Il a été adopté par le Comité exécutif national de la Légion américaine le 9 juillet 1919 comme insigne officiel de l'organisation nationale des anciens combattants américains.

## Distribution
Les médailles de la Victoire de la Première Guerre mondiale ont été décernées après la fin de la Première Guerre mondiale, de sorte qu'elles ont été envoyées par la poste aux soldats au lieu d'être remises en mains propres. Par exemple, les boîtes contenant les médailles de la victoire pour les anciens combattants de la Première Guerre mondiale de l'US Army ont été envoyées par l'officier du dépôt d'approvisionnement général de l'US Army de Philadelphie, en Pennsylvanie, en avril 1921. Une boîte extérieure marron clair, sur laquelle était collée une étiquette d'adresse et dont la zone d'affranchissement portait la mention "OFFICIAL BUSINESS, Penalty for private use $300", contenait une boîte intérieure blanche sur laquelle étaient apposées les barrettes que le soldat était censé recevoir sur sa médaille. La boîte blanche intérieure contenait la médaille, enveloppée dans du papier tissue.
Ce n'est qu'après avoir rempli le formulaire de demande A.G.O. No. 740 avec l'aide d'un officier autorisé qu'il pouvait être officiellement transmis au Philadelphia Quartermaster Intermediate Depot pour que l'ancien combattant reçoive sa médaille par la poste. L'US Army a commencé à délivrer des médailles de la victoire le 21 juin 1920, et non en avril 1921 comme indiqué ci-dessus. L'US Navy a commencé tardivement en raison de problèmes de production et a commencé en août 1920.

## Source
- (en) Cet article est partiellement ou en totalité issu de l’article de Wikipédia en anglais intitulé « World War I Victory Medal (United States) » (voir la liste des auteurs).